# Iker Pozo
Iker Pozo La Rosa (Fuengirola, Málaga, 6 de agosto de 2000) es un futbolista español que juega en la posición de centrocampista defensivo y su equipo es HNK Šibenik de la Prva HNL. Es hermano del también futbolista José Ángel Pozo.

## Trayectoria
Iker se formó en la cantera del Real Madrid CF donde estuvo desde 2009 hasta 2012, cuando se incorporó a las categorías inferiores del Manchester City a la edad de 12 años. Tras pasar por los equipos de fútbol base del club inglés y acabar su etapa de juvenil, en la temporada 2017-18 formaría parte de su equipo sub-23.
Tras su tercera temporada en el Manchester City Sub-23, en verano de 2020, Iker se incorpora al filial del PSV Eindhoven de la Eerste Divisie, con el que disputa 28 partidos en los que anota 3 goles y 5 tarjetas amarillas durante la temporada 2020-21.
El 10 de febrero de 2022, firma por el H. N. K. Rijeka de la Prva HNL, en calidad de cedido por el Manchester City hasta final de la temporada. El 13 de febrero de 2022, en su debut con el conjunto croata Iker sufrió la rotura del ligamento cruzado anterior de la rodilla y solamente jugando 8 minutos.
El 7 de febrero de 2023, firma por el HNK Šibenik de la Prva HNL.

## Clubes
| Club                      | País         | Año       |
| ------------------------- | ------------ | --------- |
| Manchester City Sub-23    | Inglaterra   | 2018-2020 |
| Manchester City           | Inglaterra   | 2020-2023 |
| PSV Eindhoven II (cedido) | Países Bajos | 2020-2021 |
| H. N. K. Rijeka (cedido)  | Croacia      | 2022      |
| HNK Šibenik               | Croacia      | 2023-     |